# شين دونغ مي
شين دونغ مي (بالكورية: 신동미)‏ هي ممثلة كورية جنوبية، ولدت يوم 13 سبتمبر 1977 في مقاطعة جابيونج في كوريا الجنوبية.

## روابط خارجية
- شين دونغ مي على موقع IMDb (الإنجليزية)
- شين دونغ مي على موقع قاعدة بيانات الفيلم (الإنجليزية)